# Unplugged (album Neila Younga)
Unplugged – album Neila Younga nagrany w lutym 1993 r. dla serii programów MTV Unplugged i wydany przez firmę nagraniową Reprise w czerwcu tego samego roku.

## Historia i charakter albumu
Album nagrywany był dla słynnej serii muzycznej telewizji MTV Unplugged prezentującej koncerty przed publicznością wykonywane na akustycznych instrumentach (w większości).
W wypadku Neila Younga rejestracja występu przebiegała z problemami. Young był niezadowolony z muzyków, podchodzono do poszczególnych utworów po kilka razy. W efekcie tego program, który znalazł się na płycie, jest drugim koncertem, gdyż pierwsze podejście zostało uznane za nieudane. Nie najlepsza w związku z tym atmosfera w zespole przeniosła się na wykonanie muzyki przed publicznością, które trzeba uznać za jeden ze słabszych występów Neila Younga.
Nie najlepszy był także wybór utworów. Young wykorzystał w większości kompozycje, które wykonywał na swoim tournée w 1993 r., a nie zatroszczył się specjalnie – może poza "Helpless" – o jakiś wyjątkowy przegląd twórczości.
Program ten, jak większość koncertów tej serii, ukazał się najpierw na taśmie wideo, a następnie przeniesiony został na DVD.

## Muzycy
- Neil Young – gitara, wokal, harmonijka, pianino, organy miechowe
- Nils Lofgren – gitara, autoharp, akordeon, wokal
- Astrid Young – wokal
- Nicolette Larson – wokal
- Ben Keith – gitara dobro
- Spooner Oldham – piannio, organy miechowe
- Tim Drummond – kontrabas
- Oscar Butterworth – perkusja
- Larry Cragg – miotła w Harvest Moon

## Spis utworów
| 1.  | The Old Laughing Lady              | 5:15    |
|     |                                    |         |
| 2.  | Mr. Soul                           | 3:54    |
|     |                                    |         |
| 3.  | World on a String                  | 3:02    |
|     |                                    |         |
| 4.  | Pocahontas                         | 5:06    |
|     |                                    |         |
| 5.  | Stringman (wydany po raz pierwszy) | 4:01    |
|     |                                    |         |
| 6.  | Like a Hurricane                   | 4:44    |
|     |                                    |         |
| 7.  | The Needle and the Damage Done     | 2:52    |
|     |                                    |         |
| 8.  | Helpless                           | 5:48    |
|     |                                    |         |
| 9.  | Harvest Moon                       | 5:20    |
|     |                                    |         |
| 10. | Transformer Man                    | 3:36    |
|     |                                    |         |
| 11. | Unknown Legend                     | 4:47    |
|     |                                    |         |
| 12. | Look Out for My Love               | 5:57    |
|     |                                    |         |
| 13. | Long May You Run                   | 5:22    |
|     |                                    |         |
| 14. | From Hank to Hendrix               | 5:51    |
|     |                                    |         |
|     |                                    | 1:05:35 |
|     |                                    |         |

## Opis płyty
- Producent – David Briggs
- Producent  MTV – Alex Coletti
- Kierownictwo (MTV) – Milton Lage, Beth McCarthy
- Producent wykonawczy (MTV) – Joel Stillermann
- Nagranie – John Hanlon z Design FX Remote Truck
- Miksowanie – David Briggs, John Hanlon, John Nowland, John Hausmann
- Studio – Redwood Digital, Woodland, Kalifornia
- Data nagrania – 7 lutego 1993
- Kierownictwo – Elliot Roberts/Lookout Management
- Przeniesienienie z analogowego zapisu na cyfrowy – Tim Mulligan
- Długość – 57 min. 35 sek.
- Kierownik artystyczny – Janet Levinson
- Projekt – Janet Levinson
- Fotografie z wideo – Joel Bernstein
- Gitary – Larry Cragg
- Firma nagraniowa – Reprise
- Numer katalogowy – W245310

## Listy przebojów

### Album
| Rok  | Lista         | Pozycja |
| ---- | ------------- | ------- |
| 1993 | Billboard 200 | 23      |